# Лужковский сельсовет (Гомельская область)
Лужко́вский сельсовет — административная единица на территории Кормянского района Гомельской области Белоруссии. Административный центр —агрогородок Лужок.

## История
1 марта 2012 года деревня Чамышель упразднена.

## Состав
Лужковский сельсовет включает 10 населённых пунктов:
- Александровка — деревня
- Дубовица — деревня
- Жабин — деревня
- Лужок — агрогородок
- Михалёвка — деревня
- Моторовка — деревня
- Норковщина — деревня
- Расохи — деревня
- Скартынь — деревня

Упразднённые и исключённые населённые пункты:
- Чамышель[1][2] — деревня (2012)

## Культура
- Краеведческий музей ГУО "Дубовицкий детский сад-базовая школа Кормянского района" (2018) в д. Дубовица